# Suhas Gopinath

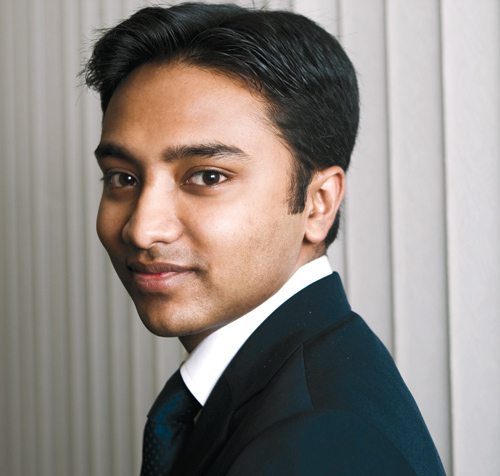
Suhas Gopinath, 2010

Suhas Gopinath (* 4. November 1986 in Bangalore, Indien) ist ein indischer Jungunternehmer, Präsident der Globals Inc., eines im Jahre 2000 von ihm gegründeten IT-Unternehmens.

## Leben
Suhas Gopinath wurde in Bangalore als Sohn eines indischen Wissenschaftlers geboren. Im Jahre 1998 stellte er mit zwölf Jahren seine erste Website ins Internet: www.coolhindustan.com. Sie wurde als Internetforum für Inder in aller Welt schnell popular und bald auch das Ziel pakistanischer „Black Hat“ Hacker, die das Logo der Seite in „CoolPakistan“ veränderten. Deshalb gab er dieses Projekt wieder auf.
Im Jahre 2000 lud die amerikanische Firma Network Solutions den 14-Jährigen in ihre Firmenzentrale nach San José ins Silicon Valley, um ihm einen Job und eine Ausbildung in den USA anzubieten.
Er lehnte ab und beschloss, selbst Unternehmer zu werden. Da das nach indischem Recht aber ein Mindestalter von 18 Jahren erfordert, gründete er die Firma gemeinsam mit Freunden online in den USA und wählte als Firmensitz San José in Kalifornien.
Heute gilt er als der Welt jüngster CEO. Das Durchschnittsalter seiner inzwischen über 400 Mitarbeiter liegt bei 21 Jahren, sein ältester Mitarbeiter ist 26. Im Jahre 2003 soll sein Unternehmen Globals Inc. einen Auftrag der SingT Inc, einer BPO-Firma aus Singapur, deshalb nicht erhalten haben, weil der Firmenchef mit 17 Jahren zu jung war, um den geforderten Vorvertrag (memorandum of understanding) zu unterzeichnen.
Im Jahre 2007 betreute Globals Inc nach eigenen Angaben mehr als 200 Kunden und hatte Vertretungen in elf Ländern. Etwa 65 Prozent seines Umsatzes macht das Unternehmen in Europa.
Am 2. Dezember 2007 haben das Europäische Parlament und die International Association for Human Values in Brüssel den „Young Achiever Award“ an Suhas Gopinath verliehen. Er durfte eine Rede an das Parlament und dort versammelte Geschäftsleute halten. Im Januar 2009 wurde Suhas im Rahmen des Weltwirtschaftsforums in Davos als „Young Global Leader“ ausgezeichnet – neben anderen Persönlichkeiten wie Leonardo DiCaprio, dem Prinzen von Brunei und dem amerikanischen Vizepräsidentschafts-Kandidaten und Gouverneur des US-Bundesstaates Louisiana, Bobby Jindal.